# Süderneuland II
Süderneuland II ist ein Ortsteil im Südosten der Stadt Norden in Ostfriesland im nordwestlichen Niedersachsen. Das Gebiet des heutigen Stadtteils wurde bei der niedersächsischen Kommunalreform 1972 nach Norden eingemeindet. Bis dahin war Süderneuland II eine selbständige Gemeinde. Der Ortsteil hat rund 920 Einwohner (12/2016), die sich auf einer Fläche von 4,55 km² verteilen.

## Name
Eine erste urkundliche Erwähnung des Namens Süderneuland (Suhder Newlandt, Suhder Nijeland) ist für das Jahr 1645 belegt und bezeichnete damals die Gebiete beider Süderneulande. Die heutige Schreibweise findet nachweislich seit 1871 Verwendung. Gemeint ist mit der Bezeichnung ein südlich der Stadt Norden gelegenes Neuland, das durch eine Poldereindeichung im 16. Jahrhundert von der Leybucht abgetrennt worden war.

## Lage
Die Verbindung zur Innenstadt im Norden bildet ein schmaler Gebietsstreifen, der von Süderneuland I im Westen und der Gemeinde Lütetsburg im Osten flankiert wird. Das Hauptsiedlungsgebiet Süderneulands II, welches in diesem schmalen Gebietsstreifen liegt, ist baulich vollständig mit der Innenstadt Nordens verwachsen.
Nach Süden hin grenzt Süderneuland II an Osteel und Halbemond. Die Bundesstraße 72 durchquert Süderneuland II in Höhe des Ortsteils Nadörst. Die Landesstraße 6 tangiert den Norder Stadtteil an seiner Nordgrenze.

## Ortsteile
- Altendeich
- Hundertgrasen
- Nadörst
- Ölmühle

## Geschichte
Die Entstehung und Entwicklung der ehemaligen Gemeinde Süderneuland II ist eng mit dem 1794 begonnenen Bau eines 14 Kilometer langen Kanals verbunden, der den Norder Hafen mit den Torfabbaugebieten Berumerfehns verband. Dabei war auf dem Gebiet Süderneulands II um 1820 ein kleiner Hafen entstanden, in dem Torf aus Berumerfehn entladen sowie Schlick, Düngemittel und Baustoffe für die Moorkolonien aufgenommen wurden. Anfangs lag der Torfumschlag bei rund 60.000 Zentnern pro Jahr. Er erreichte mit 257.000 Zentnern im Jahr 1924 seinen Höhepunkt. 1879 wurden 183 Kähne registriert, die Schlick in die Fehnkolonien brachten. Über tausend Schiffsladungen jährlich waren es in den ersten beiden Jahrzehnten des 20. Jahrhunderts. 1938 wurde der Torf- und Schlickumschlag im Süderneuländer Hafen eingestellt.
Für das Wachstum Süderneulands II bedeutsam war auch die ehemalige 1846 gegründete Firma Stilkenboom. Sie begann als kleine Stellmacherei und entwickelte sich zu Beginn des 20. Jahrhunderts zu einem überregional bekannten Wagenbauunternehmen. Zur Produktionspalette gehörten hochrädrige Wattwagen, mit denen Inselbesucher vom ankernden Schiff zur
Insel gebracht wurden. Anlegestellen waren auf vielen Inseln derzeit noch nicht vorhanden. Weitere Produkte waren u. a. Linienausflugswagen, Sulkies und Bestattungsfahrzeuge. In Zusammenarbeit mit der Deutschen Gesellschaft zur Rettung Schiffbrüchiger entwickelte die Firma Stilkenboom sogenannte Raketenwagen, die bei Schiffsstrandungen in Küstennähe zum Einsatz kamen. Von 1898 bis 1926 stellte Stilkenboom auch Waggons für die Inselbahn Juist her.
In Süderneuland II befanden sich während des Zweiten Weltkriegs zwei Arbeits- bzw. Kriegsgefangenenlager.
Ein Arbeitslager, das als „Holländerlager der Firma Eickhoff“ bezeichnet wurde, bestand aus einer Holzbaracke. Ein Kriegsgefangenenlager befand sich im Süderneuländer Ortsteil Nadörst. In der Holzbaracke waren bis zu 44 französische Kriegsgefangene untergebracht. Gesichert ist, dass zeitweise auch Niederländer hier inhaftiert wurden.
Am 1. Juli 1972 wurde die Gemeinde Süderneuland II in die Stadt Norden eingegliedert.